# 阿夫志奈神社
阿夫志奈神社（あぶしなじんじゃ）は、岐阜県加茂郡川辺町にある神社。美濃国賀茂郡式内社の阿夫志奈神社である。
川辺大橋の南、約200mにある。
毎年4月13～14日に例祭（阿夫志奈神社祭り）が開催される。13日の試楽祭では1両の山車が曳かれる。14日の本楽祭は、蠅追男（猿田彦命を表しているという）が榊を手に持って子どもたちを追い回し、背中をたたくとその1年は無病息災といわれている。

## 概略
弘仁9年（818年）の創建という。位置は現在の鎮座地の北、約700m北という。貞観元年（860年）に移転した後、寛平9年（897年）に現在地に移転する。
江戸時代は「阿夫階明神」「芳賀天王」と呼称されていた。明治6年（1873年）に郷社となる。

## 祭神
- 伊邪那岐大神
- 伊邪那美大神
- 素盞嗚尊

## 境内社
- 愛宕神社
- 八幡神社
- 金刀比羅神社
- 神明神社
- 山形神社
- 東照神社
- 稲荷神社
- 大須稲神社
- 乙姫神社
- 和田住神社
- 東武神社

## 文化財
- 阿夫志奈神社境内の樹木（町指定天然記念物）[1]

## 交通機関
- 高山本線下麻生駅より徒歩15分